# Estación Padre Alejandro Stefenelli
Padre Alejandro Stefenelli es una estación de ferrocarril ubicada en la zona este de la ciudad de General Roca, Provincia de Río Negro, Argentina.

## Servicios
Pertenece al Ferrocarril General Roca en su ramal entre Bahía Blanca y Zapala.
No presta servicios de pasajeros desde 1993, sin embargo por sus vías corren trenes de carga, a cargo de la empresa Ferrosur Roca.

## Ubicación
Se accede desde la Ruta Nacional 22

## Toponimia
El nombre se le debe a Alejandro Stefenelli, un sacerdote salesiano que se instaló en la región a finales del siglo XIX. Stefenelli había nacido 1864 en Fondo Val di Non, una localidad de Trento en Italia y llegó a la región en 1885 con 21 años.